# Antonio Tavira Almazán

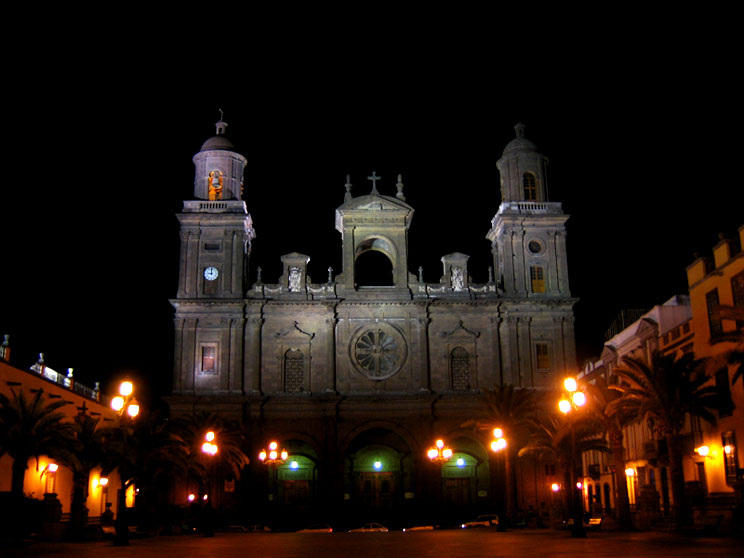
Catedral de Canarias, Diócesis de Canarias.

Antonio Tavira y Almazán (Iznatoraf, Jaén, 30 de septiembre de 1737 - Salamanca, 8 de enero de 1807), fue un sacerdote y obispo español, que perteneció al numeroso grupo de eclesiásticos ilustrados que se formó en la segunda mitad del siglo XVIII en España. Fue catedrático de retórica en Salamanca y miembro de la Real Academia de la Lengua Española.

## Biografía
Hijo de Andrés Tavira y Águeda Muñoz Almazán, desde niño fue muy aficionado a la literatura clásica. Entre 1752 y 1760 se formó en el Seminario Mayor de San Fulgencio de Murcia, lugar desde el que pasa a Baeza, en cuya universidad recibe el grado de bachiller en Artes y Filosofía, y, posteriormente, el de bachiller en Teología, ingresando como caballero, ese mismo año en la Orden de Santiago.
A comienzos de 1763, se traslada a Salamanca, ingresando en el Colegio del Rey (de la orden militar de Santiago), licenciándose en la Facultad de Teología de aquella universidad, y doctorándose el 21 de diciembre de 1764. Además realiza estudios de griego, árabe, hebreo, sirio y caldeo. En 1768, es nombrado profesor de retórica, exponiendo una cátedra cursatoria de Artes. 
En 1772 es nombrado capellán de honor de Su Majestad, y predicador de la Casa Real de Castilla, manteniendo una muy buena relación con el rey Carlos III, para cuya familia, predicaba cada año en la Cuaresma. Su tendencia política era regalista y episcopalista (se le acusó sin motivo de jansenista), y criticó la riqueza de la corte papal.
Fue elegido miembro de la Real Academia Española en 1775, ostentando el sillón "A".
Desde 1788 hasta 1789, fue Prior del Convento de Santiago de Uclés, donde emprendió una serie de excavaciones en la llamada basílica visigoda de las ruinas de Cabezo de Griego.
Catedrático de Salamanca, capellán y predicador de Carlos III, se le llamó «el Bossuet y el Fénelon español».
Por bula papal del 11 de abril de 1791 fue nombrado obispo de la Diócesis de Canarias. Ocupando esta sede episcopal, visita todos los pueblos de las islas, reforma el Seminario Diocesano, del cual nombra rector a Antonio María de Lugo, acusado de jansenista; erige su biblioteca, y se preocupa extraordinariamente de la formación del clero.
El día 30 de agosto de 1796 es trasladado a la episcopal de Burgo de Osma permaneciendo en ella hasta 1798. 
En octubre de 1798, queda vacante la diócesis de Salamanca, para la que es nombrado Tavira, hecho que le es comunicado por un amigo de la infancia, Gaspar Melchor de Jovellanos, encargándole la reforma de la Universidad de Salamanca. Pero esta reforma no se realiza, ya que tan sólo tres meses después, Jovellanos deja de ser ministro.
En 1806, según lo acordado por el Consejo de Castilla y siguiendo las luces de la Ilustración, reorganiza las procesiones de Semana Santa en Salamanca, reduciéndolas a dos: la Procesión del Santo Entierro, el Viernes Santo, con la participación de todos los pasos que salían repartidos hasta esa fecha entre miércoles, Jueves y Viernes Santo, y la procesión de Pascua, con Jesús Resucitado. Estas dos procesiones se siguen celebrando hoy.
Además, en Salamanca, le es encomendada la misión de unificar los hospitales de la ciudad, redactando las Constituciones del hospital general de la Santísima Trinidad y sus agregados de la ciudad de Salamanca, el cual fue aprobado por Carlos IV el 23 de enero de 1807.
En la sala de investigadores del archivo catedralicio de Salamanca, se conserva un retrato al óleo de Don Antonio Tavira Almazán, quien fallece en esta ciudad, el 8 de enero de 1807.
| Predecesor: Antonio Martínez de la Plaza     | Obispo de la Diócesis de Canarias 1791-1796                 | Sucesor: Manuel Verdugo y Albiturría,      |
| Predecesor: Diego Melo Portugal, O.S.A.      | Obispo de Osma 1796-1798                                    | Sucesor: Francisco Ignacio Iñigo Angulo,   |
| Predecesor: Felipe Antonio Fernández Vallejo | Obispo de Salamanca 1798-1807                               | Sucesor: Gerardo José Andrés Vázquez Parga |
| Predecesor: José Antonio Abreu y Bertodano   | Académico de la Real Academia Española Sillón A 1775 – 1807 | Sucesor: Eugenio de la Peña                |